# Bataille de Kentish Knock
Première guerre anglo-néerlandaise
Batailles
- Douvres
- Plymouth
- Elbe
- Kentish Knock
- Dungeness
- Portland
- Livourne
- Gabbard
- Schéveningue

La bataille de Kentish Knock (néerlandais : Slag bij de Hoofden) a lieu le 8 octobre 1652 (le 28 septembre selon le calendrier julien alors en usage en Angleterre), durant la première guerre anglo-néerlandaise, entre la flotte des Provinces-Unies, commandée par le vice-amiral Witte de With et la flotte d'Angleterre commandée par Robert Blake, près du haut-fond appelé le Kentish Knock dans la mer du Nord à une trentaine de kilomètres à l'est de l'embouchure de la Tamise. La flotte néerlandaise, divisée par des questions politiques, régionales et personnelles, s'y révèle incapable de se coordonner dans l'action et est contrainte de se retirer.

## Contexte
Après sa défaite au large des îles Shetland, le 26 août 1652, le lieutenant-amiral Maarten Tromp est suspendu par les États généraux des Provinces-Unies. Le vice-amiral Witte de With de l'amirauté de Maas (Rotterdam) le remplace en tant que commandant suprême de la flotte néerlandaise confédérée. Cela provoque immédiatement une rupture entre les provinces de Hollande et de Zélande, car Witte de With est un ennemi personnel du commandant de la flotte de Zélande, le vice-amiral Johan Evertsen, qui préfère quitter le service.
Après avoir prôné pendant des mois une stratégie plus offensive contre la flotte ennemie, le nouveau commandant suprême voit maintenant l'occasion de passer à l'action pour prendre le contrôle des mers. Afin de concentrer ses forces, il demande à l'escadre du vice-commodore Michiel de Ruyter de le rejoindre et se lance à l'attaque de la flotte anglaise à l'ancre aux Downs près de Douvres.
La flotte quitte Schooneveld le 5 octobre 1652. Immédiatement elle subit une violente tempête qui endommage de nombreux navires. Il serait préférable de rentrer au port pour faire les réparations qui s'avèrent nécessaires. Dans ces circonstances, Ruyter suggère de se contenter de tenir les Anglais à distance des flottes marchandes, en se gardant de les affronter. D'autant que 9 de ses navires, qui sont en mer depuis deux mois à protéger les routes commerciales, ont également grand besoin de réparations. De With insiste pour livrer immédiatement une bataille décisive, traitant de lâches les capitaines, Zélandais en particulier, et les avertit que la Hollande a encore suffisamment de bois pour ériger des potences pour chacun d'eux.

## La bataille
Lorsque les flottes sont finalement rassemblées, elles comptent 62 navires, environ 1 900 canons et 7 000 hommes. L'avant-garde de la flotte néerlandaise est commandée par Ruyter, le centre par De With et l'arrière-garde par le contre-amiral temporaire Gideon de Wildt (nl) de l'amirauté d'Amsterdam.
La flotte du Commonwealth de l'Angleterre, sous le général de la mer Robert Blake, compte 68 navires, environ 2 400 canons et 10 000 hommes.

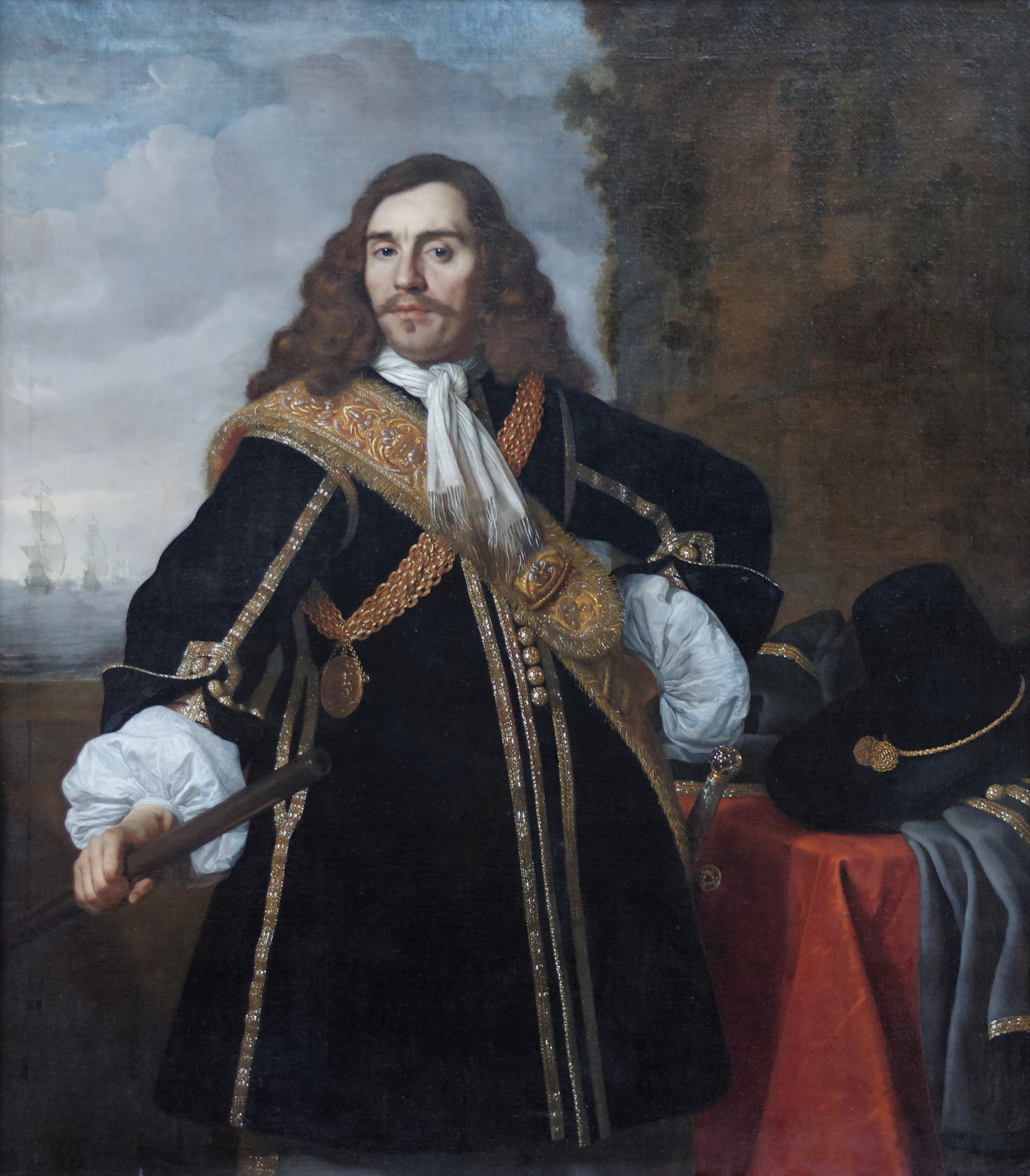
Portrait de Gideon de Wildt par Bartholomeus van der Helst

Dans la matinée du 8 octobre, la flotte néerlandaise, s'approche, venant de l'est. La veille au soir, elle s'est trouvée dispersée en raison d'un vent violent. Aux alentours de midi, elle n'est pas encore parvenue à se rassembler quand elle aperçoit la flotte de Blake qui approche par le sud, profitant d'une brise de sud-sud-ouest. L'amiral anglais entend bien exploiter cet avantage et lance une attaque directe.
De With parvient à rassembler hâtivement ses forces vers 14h30 à l'exception de cinq navires qui ont dérivé trop loin vers le nord. Alors qu'il s'apprête à transférer son pavillon de la petite Prinses Louise sur le Brederode, ancien navire amiral de Tromp et le plus puissant navire de la flotte, à sa grande stupéfaction, il se voit refuser de monter à bord. L'équipage qui l'invective en termes de fromage vert, menace même de tirer une salve sur son bateau. Il a une telle mauvaise réputation parmi les marins que ceux-ci ont déjà, par centaines, déserté à l'annonce de sa nomination comme commandant suprême de la flotte. Le commodore Cornelis Evertsen, frère de Johan Evertsen, est invité à négocier mais en vain. Lorsque la flotte ennemie n'est plus qu'à un demi mile de distance, De With est contraint de hisser son drapeau sur le puissant mais lent Prins Willem de la Compagnie néerlandaise des Indes orientales où il trouve la majorité des officiers en état d'ébriété et sur lequel l'équipage n'est pas entrainé à la guerre.
La bataille commence vers 17 heures après que Blake lui-même ait déplacé son pavillon du lourd HMS Sovereign of the Seas sur le plus maniable Résolution. À l'approche de la flotte anglaise, la masse des navires néerlandais cède la place. En même temps, le vent ralentit considérablement. Les deux flottes se croisent lentement. La position sous le vent favorise la portée des canons hollandais, mais avec la soudaine chute du vent cet avantage se trouve annulé. Les navires anglais, plus gros et mieux armés, infligent de graves dommages à leurs adversaires. Mais le Sovereign of the Seas et le James s'échouent sur le banc de sable de Kentish Knock. Le Résolution et le Dolphin se sont aventurés loin à l'avant et se trouvent encerclés. Ils sont sauvés par les autres navires anglais. Le Prins Willem est hors de combat, ce qui signifie que De With a de sérieuses difficultés pour coordonner ses forces. Mais bientôt, vers 19 heures, les combats cessent en raison de l'obscurité.
Deux navires néerlandais, le Maria le Gorcum, ont été capturés, mais les Anglais abandonnent le Gorcum à demi échoué. Il est récupéré et sauvé par les Hollandais. Le Burgh van Alkmaar a explosé. Le moral des équipages néerlandais est sérieusement ébranlé par le feu dévastateur des Anglais. Le soir même, plusieurs navires quittent la formation. Le lendemain matin ils sont suivis d'une dizaine d'autres, commandés le plus souvent par des capitaines zélandais, à qui le comportement de De With et les insultes proférées au matin du 5 octobre, ont fortement déplu.
La situation est devenue désespérée pour les Néerlandais, à qui il manque désormais 49 navires, alors que la flotte anglaise a été renforcée pendant la nuit et compte désormais 84 navires. Pourtant De With ne se résigne pas. Selon lui, la flotte néerlandaise qui est maintenant au sud-est de la flotte anglaise, a l'avantage du vent. Cependant cet avantage se révèle vite un inconvénient: En effet, plusieurs navires néerlandais qui ont du mal à remonter le vent, sont obligés de filer à l'Est, où ils sont malmenés par les canons anglais. Tous ont à peine retrouvé leur place dans la formation, que le vent change subitement, donnant l'avantage aux Anglais.
Michiel de Ruyter et Cornelis Evertsen finissent par convaincre De With. Tard dans l'après-midi, la flotte néerlandaise, se retire comme un troupeau de moutons qui fuient les loups comme le dira De With avec colère. Malgré la poursuite, les Hollandais bien couverts dans leur retraite par Ruyter et De With, ne perdent plus de navires. Les Anglais n'arrêtent la poursuite qu'à la vue des bancs de sable flamands.
De With ordonne immédiatement de réparer dans le bassin de Wielingen, pour relancer rapidement une autre attaque. Ces ordres sont accueillis avec tant d'incrédulité que le commandant en chef finit par comprendre que personne ne partage son avis et accepte enfin que la flotte rentre à Hellevoetsluis, où elle arrive le 12 octobre.

## Conséquences
Le soir du 12 octobre, les États généraux rappellent Tromp et Evertsen. Tromp sera officiellement chargé de seconder De With, mais dans les faits c'est lui qui prendra réellement l'initiative dans les affrontements suivants. De With, qui est très affecté par les critiques, souffre de dépression.
Il sera remplacé en tant que commandant suprême, en mai 1653.
Pour sa défense, De With évoque le manque de moyens et en particulier le nombre insuffisant de brûlots. Il fait aussi remarquer que la moindre frégate anglaise pourrait rivaliser avec le plus gros des navires de la flotte néerlandaise. Les États généraux réalisent bien qu'ils ont besoin de plus gros navires, mais l'ambitieux programme de construction qu'ils lancent ne sera jamais réalisé avant le début de la deuxième guerre anglo-néerlandaise. Pour l'opinion publique, c'est de With qui est le responsable de la défaite.
L'Angleterre estime que la flotte des Provinces-Unies est vaincue et commet l'erreur d'envoyer vingt navires en Méditerranée. Navires qui lui feront par la suite défaut lors de la bataille de Dungeness et n'empêcheront pas une défaite en Méditerranée à la bataille de Livourne.

## Sources
- (en) Cet article est partiellement ou en totalité issu de l’article de Wikipédia en anglais intitulé « Battle of the Kentish Knock » (voir la liste des auteurs).